# メイラキリウム属
メイラキリウム属 Meiracyllium はラン科植物の属の1つ。匍匐茎に短い茎を付け、その先に葉1枚だけをつける。

## 特徴
小型の着生植物。匍匐茎があって横に這い、間を置いてごく短い茎を出し、その先端に葉を1枚だけつける。葉は楕円形で肉厚で、葉質は硬い。花は植物体に比べると大きく、普通は紅色を帯びて美しい。萼片は互いに離生し、咲く時は大きく広がる。側萼片は両辺の長さが異なる。側花弁は萼片よりやや幅が狭い。唇弁は蕊柱の基部について、中央が大きく窪み、縁は滑らかになっている。蕊柱は短くて翼片はなく、小嘴体が明瞭。花粉塊は8個あってロウ質。
学名はギリシャ語の meirakyllion に由来し、これは「小さな仲間」の意である。匍匐性を持つことにちなむものと考えられている。

## 分布
メキシコとグアテマラに分布し、2種がある。

## 利用
洋ランとして栽培されることがあるが、普及はあまりしていない。特にトリナスツム M. trinasutum がよく栽培されている。